# Pucher István
Bagosi Pucher István, született Pucher István Miklós Antal (Pest, 1866. szeptember 12. – Budapest, 1938. december 11.) magyar építész, építőmester.

## Élete
Pucher József építész és Kern Alojzia fiaként született, keresztszülei Ybl Miklós építész és Lafite Ida voltak. Pucher István a háború előtti Pestnek egyik legtekintélyesebb építő vállalkozója volt. Régi pesti patrícius családból származott és a maga működésével újabb fényt adott családja nevének. Több kisebb-nagyon magánépületet tervezett Budapesten, számos építkezésnél azonban csak kivitelezőként vett részt.
A Fiumei úti sírkertben nyugszik. Igen előkelő közönség jelenlétében vitték örök nyugalomra a kerepesi úti temető nagy ravatalos házából. A sírboltnál az Építőmesterek Ipartestülete, Egyesülete, Szövetsége nevében Ziegler Károly kormányfőtanácsos, elnök búcsúzott az elhunyttól. Az egyházi szertartást Bednárz Róbert apát végezte. Kitárt szárnyú angyalszobor áll a sírján, készítője Ligeti Miklós (1929).

## Ismert épületei
- 1889:[9] Dreher-palota, Budapest, Kossuth Lajos utca 6.[10]
- 1895: Grötschel-villa (később: Szent Szív Társaság – Sacré Coeur Apácák, női szerzetes kongregáció lelkigyakorlatos és pihenőháza, és a Sophianum leánygimnázium internátusa), Budapest, Budakeszi út 85-87.[11]
- 1895–1899: Kármelhegyi Boldogasszony karmelita templomhoz tartozó rendház, Budapest, Huba u. 12. (a templom Hofhauser Antal műve)
- 1898–1899: Ferencvárosi II. számú Gázgyár, Budapest, Koppány u.[12]
- 1917: Kalocsai Termelő, Őrlő és Kereskedelmi Rt., Kalocsa (Szilárd Frigyessel közös munka)[13]

### Csak kivitelező építéseknél
- 1897: Sommer-bérház, Budapest, Váci út 4. (tervezte: Sterk Izidor)[14]
- 1898–1900: Klotild paloták, Budapest, Váci utca 34. és 36. (tervezte: Korb Flóris és Giergl Kálmán)[14]
- 1904–1905: Unger-palota, Budapest, Semmelweis u. 4. (tervezte: Jónás Dávid)[14]
- 1905: Osztrák-Magyar Bank (ma: Magyar Nemzeti Bank), Budapest, Szabadság tér 8-9. (tervezte: Alpár Ignác)[15]
- 1911–1913: Fasori református templom, Budapest, Városligeti fasor 7. (tervezte: Árkay Aladár)[16]
- 1912: Pucher-palota, Budapest, Petőfi tér 1. / Március 15. tér 1. (tervezte: Franz Matouschek)[17][18]

### Csak kivitelező átalakításoknál
- 1896–1897/1898: a Radetzky-laktanya átalakítása, Budapest, Bem tér 3. (az átalakítást tervezte: Benedicty József)[19]
- 1909: a Holub-ház átalakítása, Budapest, Rózsa utca 1. (az átalakítást tervezte: Sárkány Ervin Ottó)[20]